# ボニー・ブレア
ボニー・ブレア（Bonnie Kathleen Blair、1964年3月18日 - ）は、1980年代から1990年代に活躍したアメリカの短距離スピードスケート選手。男女を通じ史上初めてスピードスケートにおけるオリンピック3連覇を達成した。ニューヨーク州オレンジ郡Cornwall出身。

## 主な成績
- 1984年サラエボオリンピックに初出場。500mで8位だった。同年、世界ショートトラックスピードスケート選手権大会に出場、銅メダルを獲得した。
- 1985年の世界ショートトラックスピードスケート選手権大会銀メダル。
- 1986年の世界ショートトラックスピードスケート選手権大会金メダル。世界スプリントスピードスケート選手権大会銅メダル。
- 1987年の世界スプリントスピードスケート選手権大会銀メダル。
- 1988年カルガリーオリンピックでは、500mで優勝、1000mで3位、1500mで4位となる。同年世界スプリントスピードスケート選手権大会銅メダル。
- 1989年の世界スプリントスピードスケート選手権大会金メダル。
- 1990年の世界スプリントスピードスケート選手権大会銀メダル。
- 1992年アルベールビルオリンピックでは、500mと1000mで2冠を達成（500mはカルガリーオリンピックに続き2連覇）。1500mでは21位だった。世界スプリントスピードスケート選手権大会では銀メダル。
- 1993年の世界スプリントスピードスケート選手権大会銀メダル。
- 1994年リレハンメルオリンピックでも、500mと1000mで2冠を達成（500mはカルガリー・アルベールビルに続き3連覇）。1500mでは4位だった。同年世界スプリントスピードスケート選手権大会では金メダル。
- 1995年世界スプリントスピードスケート選手権大会で2年連続3回目の金メダル。
- 1995年3月18日に現役を引退した。

## 自己ベスト
- 500m – 38秒69 (1995年)
- 1000m – 1分18秒05 (1995年)
- 1500m – 2分03秒44 (1994年)
- 3000m – 4分47秒60 (1986年)
- 5000m – 8分58秒29 (1985年)

## その他
- 1994年3月には史上初めて39秒の壁を破る世界記録（38秒99）を記録した。
- ワールドカップ通算70勝、種目別総合優勝は500m5回（1986–87,1989–90,1991–92,1993–94,1994-95）、1000m5回（1986–87,1991–92,1992-93,1993–94,1994-95）、1500m1回（1987–88）。
- 冬季オリンピックにおける同一種目3連覇は、フィギュアスケート男子シングルのギリス・グラフストローム、同女子シングルのソニア・ヘニー、同ペアのイリーナ・ロドニナ、ノルディック複合個人のウルリヒ・ベーリンク、スピードスケート女子5000メートルのクラウディア・ペヒシュタイン、リュージュ男子1人乗りのゲオルク・ハックル、そしてのボニー・ブレアの7人だけである。
- 日本代表の橋本聖子にとっては最大のライバルでもあり、彼女にはなかなか勝てなかったものの、共に大変仲の良い親友同士だったという。なお1988年のカルガリー五輪・女子5000mで6位入賞した橋本がゴール直後、力尽き果てて転倒したまま起き上がれなかった橋本に駆け寄り、そっとドリンクを手渡したのはブレア本人であった。また1992年のアルベールビル五輪・女子1500mで橋本は暫定3位につけていたが、同レースの最終滑走者組にボニー・ブレアが登場。橋本は「ブレアに優勝して欲しい、それでメダル逃しても悔いは無い」と心から応援したという。しかしブレアはレース後半失速してしまい21位に終わり、この結果橋本が日本女子選手で冬季五輪史上初の銅メダル獲得となった。
- 夫はスピードスケートの元オリンピックアメリカ代表選手のデイブ・クルクシャンク(Dave Cruikshank)である。